# St. Augustine Shores
St. Augustine Shores ist  ein census-designated place (CDP) im St. Johns County im US-Bundesstaat Florida. Das U.S. Census Bureau hat bei der Volkszählung 2020 eine Einwohnerzahl von 8.706 ermittelt. 

## Geographie
St. Augustine Shores grenzt im Osten direkt an den Intracoastal Waterway und liegt rund 5 km südlich von St. Augustine sowie etwa 70 km südlich von Jacksonville. Der CDP wird vom U.S. Highway 1 tangiert.

## Demographische Daten
Laut der Volkszählung 2010 verteilten sich die damaligen 7359 Einwohner auf 4207 Haushalte. Die Bevölkerungsdichte lag bei 826,9 Einw./km². 94,7 % der Bevölkerung bezeichneten sich als Weiße, 2,3 % als Afroamerikaner, 0,1 % als Indianer und 1,2 % als Asian Americans. 0,5 % gaben die Angehörigkeit zu einer anderen Ethnie und 1,3 % zu mehreren Ethnien an. 5,1 % der Bevölkerung bestand aus Hispanics oder Latinos.
Im Jahr 2010 lebten in 21,4 % aller Haushalte Kinder unter 18 Jahren sowie 43,8 % aller Haushalte Personen mit mindestens 65 Jahren. 60,7 % der Haushalte waren Familienhaushalte (bestehend aus verheirateten Paaren mit oder ohne Nachkommen bzw. einem Elternteil mit Nachkomme). Die durchschnittliche Größe eines Haushalts lag bei 2,12 Personen und die durchschnittliche Familiengröße bei 2,64 Personen.
18,6 % der Bevölkerung waren jünger als 20 Jahre, 18,4 % waren 20 bis 39 Jahre alt, 26,8 % waren 40 bis 59 Jahre alt und 36,1 % waren mindestens 60 Jahre alt. Das mittlere Alter betrug 51 Jahre. 45,3 % der Bevölkerung waren männlich und 54,7 % weiblich.
Das durchschnittliche Jahreseinkommen lag bei 42.759 $, dabei lebten 9,8 % der Bevölkerung unter der Armutsgrenze.
Im Jahr 2000 war Englisch die Muttersprache von 95,54 % der Bevölkerung, Deutsch und Französisch sprachen jeweils 1,59 % und 1,28 % sprachen Italienisch.